# Louis Sankalé
Louis Sankalé (Ndar, Senegal, 2 de novembro de 1946) é Bispo Emérito de Nice.

## Vida
Louis Sankalé cresceu em Dacar. Estudou na HEC Paris, onde obteve um diploma em gestão de empresas, bem como teologia na Universidade Gregoriana e estudos islâmicos no Pontifício Instituto de Estudos Árabes e Islâmicos de Roma. Foi ordenado sacerdote a 18 de setembro de 1976.
O Papa João Paulo II nomeou-o Bispo de Caiena a 27 de junho de 1998. O Arcebispo de Marselha, Bernard Panafieu, ordenou-o episcopal a 27 de setembro do mesmo ano; Os co-consagradores foram Maurice Marie-Sainte, Arcebispo de Forte da França e Saint Pierre, e Ernest Cabo, Bispo de Basse-Terre. Escolheu como lema Et exaltavit humiles (em português “e exaltar os humildes”), uma frase do Magnificat (Lucas 1:52).
A 18 de junho de 2004, foi nomeado Bispo Coadjutor de Nice e tomou posse a 5 de setembro do mesmo ano. Após a aposentação de Jean Bonfils SMA, sucedeu-lhe como Bispo de Nice, a 28 de março de 2005.
O Papa Francisco aceitou a sua resignação por motivos de saúde no dia 8 de agosto de 2013.